# 2009 no cinema
O ano 2009 foi marcado pelas altas arrecadações de Avatar, cuja bilheteria ultrapassou todas as precedentes, e pelo uso em larga escala do 3D. Também em 2009, a Academia de Artes e Ciências Cinematográficas anunciou que, a partir daquele ano, sua categoria de Melhor Filme seria composta por dez indicados, em vez de cinco (a primeira vez desde a premiação de 1943).

## Maiores bilheterias de 2009
Os 10 filmes mais lançados em 2009 por arrecadação mundial são os seguintes:
| Ranque | Título                                 | Distribuidor     | Bilheteria global |
| ------ | -------------------------------------- | ---------------- | ----------------- |
| 1      | Avatar                                 | 20th Century Fox | US$ 2 743 577 587 |
| 2      | Harry Potter and the Half-Blood Prince | Warner Bros.     | US$ 933 959 197   |
| 3      | Ice Age: Dawn of the Dinosaurs         | 20th Century Fox | US$ 886 686 817   |
| 4      | Transformers: Revenge of the Fallen    | Paramount        | US$ 836 303 693   |
| 5      | 2012                                   | Sony             | US$ 769 679 473   |
| 6      | Up                                     | Disney           | US$ 735 099 082   |
| 7      | The Twilight Saga: New Moon            | Summit           | US$ 709 827 462   |
| 8      | Sherlock Holmes                        | Warner Bros.     | US$ 524 028 679   |
| 9      | Angels & Demons                        | Sony             | US$ 485 930 816   |
| 10     | The Hangover                           | Warner Bros.     | US$ 469 328 079   |

## Eventos
| Mês       | Dia     | Evento                                        |
| Janeiro   | 13      | 66º Golden Globe Awards                       |
| Janeiro   | 17 - 27 | 30º 2008 Sundance Film Festival               |
| Janeiro   | 23 - 3  | 37º Rotterdam International Film Festival     |
| Janeiro   | 27      | 14º Screen Actors Guild Awards                |
| Fevereiro | 7 - 17  | 58º Berlin International Film Festival        |
| Fevereiro | 10      | 61º BAFTA Awards                              |
| Fevereiro | 24      | 81º Academy Awards                            |
| Março     | 13 - 21 | 7º Tiburon International Film Festival        |
| Março     | ? - ?   | 23º Mar del Plata International Film Festival |
| Abril     | ? - ?   | 7º TriBeCa Film Festival                      |
| Abril     | ? - ?   | 51º San Francisco International Film Festival |
| Maio      | ? - ?   | 8º Silver Lake Film Festival                  |
| Maio      | ? - ?   | 61º Cannes Film Festival                      |
| Maio      | ? - ?   | 34º Seattle International Film Festival       |
| Junho     | 1       | 17º MTV Movie Awards                          |
| Junho     | ? - ?   | 11º Shanghai International Film Festival      |
| Agosto    | ? – ?   | 61º Locarno International Film Festival       |
| Agosto    | ? - ?   | 62º Edinburgh International Film Festival     |
| Agosto    | ? - ?   | 32º Montreal World Film Festival              |
| Agosto    | ? - ?   | 65º Venice International Film Festival        |
| Setembro  | ? - ?   | 33º Toronto International Film Festival       |
| Setembro  | ? - ?   | 56º San Sebastián International Film Festival |
| Setembro  | ? - ?   | 16º Raindance Film Festival                   |
| Outubro   | ? - ?   | 52º London Film Festival                      |
| Outubro   | ? - ?   | 21º Tokyo International Film Festival         |
| Novembro  | ? - ?   | 32º Cairo International Film Festival         |

## Filmes estreados
- 2012 - de Roland Emmerich, sobre o fim do mundo segundo muitas culturas antigas.
- 17 Outra Vez – é um filme americano.
- Avatar (filme) – direção James Cameron, é um filme americano
- Anjos & Demônios - direção de Ron Howard estrelado por Tom Hanks.
- Bandslam - é um filme americano.
- The Brazilian Job – direção F. Gary Gray, é um filme americano.
- Budapeste (filme) – direção Walter Carvalho, é um filme com parceria entre Brasil, *Portugal e Hungria.
- Camp Rock 2 – direção Matthew Diamond, é um filme americano.
- Dragonball Evolution – direção James Wong, é um filme com parceria entre Estados Unidos, Hong Kong e México.
- Ben 10: Alien Swarm – direção Alex Winter, é um filme americano
- Fast & Furious – direção Justin Lin, é um filme americano.
- Flags of Our Fathers (filme)  - direção Clint Eastwood, é um filme americano.
- Friday the 13th (2009) – direção Marcus Nispel, 13º filme da série sexta feira 13.
- From Paris with Love – direção Pierre Morel, é um filme francês.
- O Grilo Feliz e os Insetos Gigantes – direção Walbercy Ribas e Rafael Ribas, é um filme brasileiro.
- Hannah Montana: O Filme – direção Peter Chelsom, é um filme Americano.
- Harry Potter e o Enigma do Príncipe (filme) – é um filme com parceria entre Estados Unidos e Reino Unido.
- A Era do Gelo 3 – direção Carlos Saldanha, é um filme americano.
- Inglourious Basterds (Bastardos Inglórios) - direção de Quentin Tarantino, produzido nos Estados Unidos e na Alemanha.
- Inkheart – direção Iain Softley, é um filme com parceria entre Estados Unidos, Reino Unido e Alemanha.
- Jonas Brothers: The 3D Concert Experience – direção Bruce Hendricks, é um filme americano.
- Julie & Julia - direção de Nora Ephron, filme estadunidense.
- Labor Pains – direção Lara Shapiro, é um filme americano.
- Lula, o Filho do Brasil (filme) - direção Fábio Barreto, é um filme brasileiro, contanto a história do Lula, presidente do Brasil.
- Mama Black Widow – direção Darren Grant, é um filme americano.
- Mandrake (filme) – direção Jay Russell, é um filme ameriano.
- Monsters vs. Aliens – direção Rob Letterman e Conrad Vernon, é um filme americano.
- My Bloody Valentine 3-D – direção Patrick Lussier, é um filme com parceria entre Estados Unidos e Canadá.
- A Saga Crepúsculo: Lua Nova – direção de Chris Weitz, filme americano, continuação de Twilight (2008), inspirado no livro New Moon.
- Precious (filme) -
- Princess Protection Program (Programa de Proteção para Princesas)
- The Proposal (A Proposta) - direção de Anne Fletcher, produzido nos Estados Unidos.
- Public Enemies -
- Repo Men -
- Se Eu Fosse Você 2 – direção Daniel Filho, é um filme brasileiro.
- Shelter – direção Mans Marlind e Bjorn Stein, é um filme americano.
- State of Play – direção Kevin Macdonald, é um filme americano.
- Street Fighter: The Legend of Chun-Li – direção Andrzej Bartkowiak, é um filme com parceria entre Austrália e Canadá.
- Tennessee (filme) -
- O Exterminador do Futuro - A Salvação – direção McG, é um filme americano.
- The Human Factor (filme de 2009) – direção Clint Eastwood, é um filme americano.
- The Imaginarium of Doctor Parnassus – direção Terry Gilliam, é um filme com parceria entre França e Canadá.
- The Last Song (filme) (A Última Música), é um filme americano.
- The Pink Panther 2 - direção Harald Zwart, é um filme americano.
- The Princess and the Frog – direção Ron Clements e John Musker, é um filme americano.
- They Came from Upstairs – direção John Schultz, é um filme americano.
- Transformers: Revenge of the Fallen (Transformers: A Vingança dos Derrotados) – direção de Michael Bay, é um filme americano.
- The Unborn – direção David S. Goyer, é um filme americano.
- Underworld: The Rise of the Lycans – direção Patrick Tatopoulos, é um filme americano.
- The Uninvited -
- This Is It (filme de Michael Jackson) - direção de Kenny Ortega, é um filme (documentário) americano em homenagem a Michael Jackson.
- Up (filme) – direção Pete Docter, é um filme americano.
- Waking Madison -  direção Katherine Brooks, é um filme americano.
- Warrior – é um filme americano.
- Watchmen (filme) – direção Zack Snyder, é um filme americano.
- Where the Wild Things Are – direção Spike Jonze, é um filme americano.
- Winged Creatures – é um filme americano.
- X-Men Origins: Wolverine – direção Gavin Hood, é um filme americano.
- Cloudy with a Chance of Meatballs (Tá Chovendo Hambúrguer), é um filme americano.